# Nurogęś
Nurogęś, tracz nurogęś (Mergus merganser) – gatunek dużego ptaka wodnego z rodziny kaczkowatych (Anatidae), zamieszkujący Eurazję i Amerykę Północną. Nie jest zagrożony.

## Systematyka

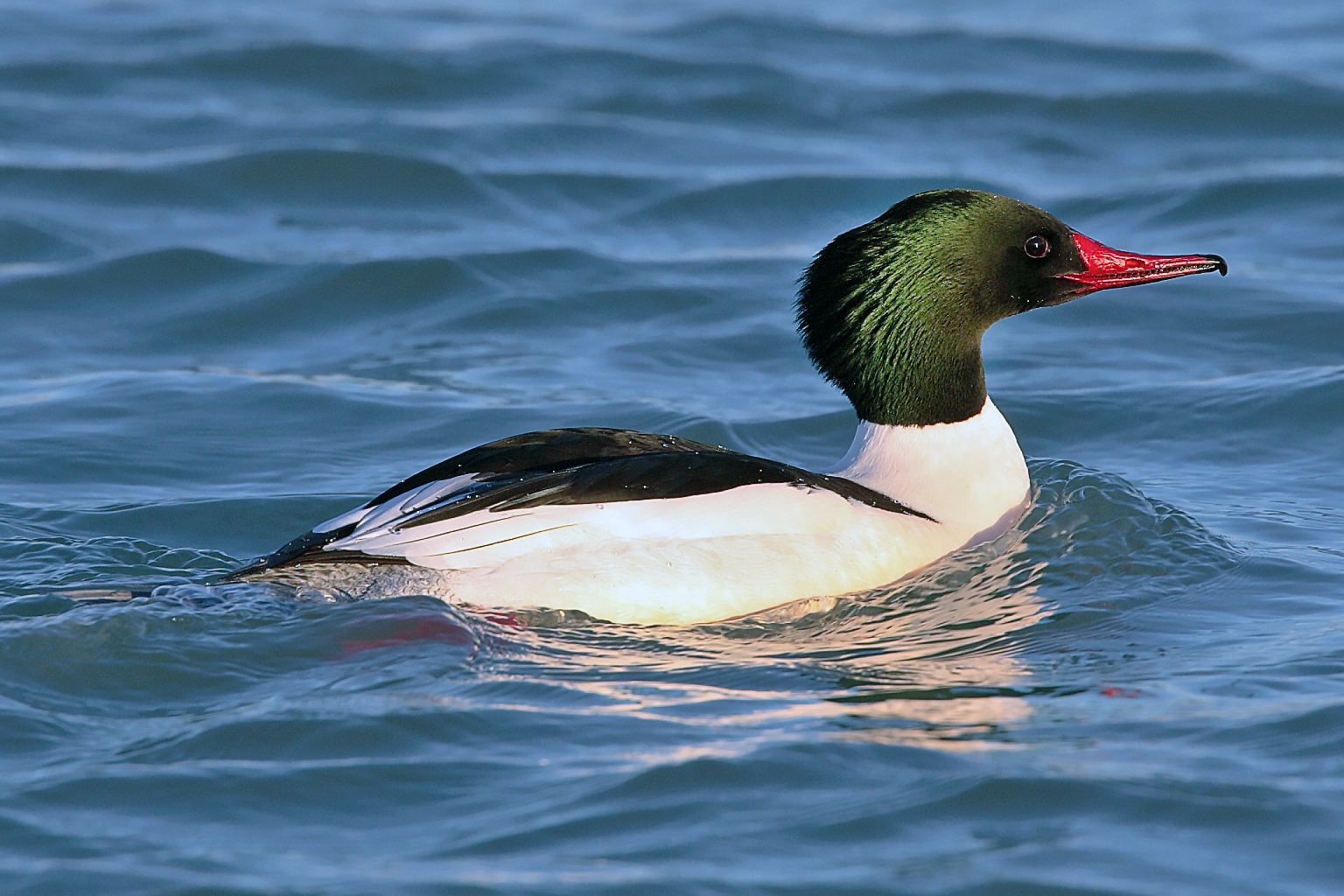
Samiec M. merganser americanus

Wyróżnia się trzy podgatunki, zamieszkujące odpowiednio:
- M. merganser merganser – pas od Islandii przez Półwysep Skandynawski, Europę Środkową i Wschodnią, Syberię po północne Chiny, Japonię i Kamczatkę. Wyspowo występuje w Meklemburgii i w Alpach austriackich, francuskich i szwajcarskich. Północna część populacji wędrowna, zimuje w Europie osiągając Morze Śródziemne, w Azji Centralnej, na północy Indii i w Azji Południowo-Wschodniej. Przeloty w marcu–kwietniu i październiku–grudniu.
- M. merganser orientalis – północ Afganistanu, Tybet, Himalaje i zachodnie Chiny. Populacja osiadła.
- M. merganser americanus – Amerykę Północną od Alaski i Nowej Fundlandii po północną i zachodnią część Stanów Zjednoczonych. Północne populacje wędrowne, zimują na południu, w Stanach Zjednoczonych i Meksyku.

Opisano jeszcze podgatunek comatus, ale został on zsynonimizowany z orientalis.

## Występowanie
Zamieszkuje chłodne strefy Eurazji i Ameryki Północnej. Gnieździ się od Atlantyku poprzez Półwysep Skandynawski, północne Niemcy, Polskę i dalej na wschód przez Syberię aż po Ocean Spokojny. Zasięg sięga też północnych i zachodnich części Ameryki Północnej. W czasie wędrówek i koczowania jednak można go spotkać bardziej na południe.
W Polsce bardzo nieliczny ptak lęgowy, głównie na północy i zachodzie kraju; liczniej zimuje. Poza okresem lęgowym widywany jest nad wybrzeżem Bałtyku, dość liczny nad Pilicą. Coraz liczniej widuje się go również na południu. Pod koniec XX wieku całkowitą liczebność szacowano na 900–1000 par lęgowych, w latach 2013–2018 już na 1500–2500 par lęgowych. Liczebność populacji zimującej w latach 2013–2018 szacowano na 21 900 – 46 300 osobników.

## Charakterystyka

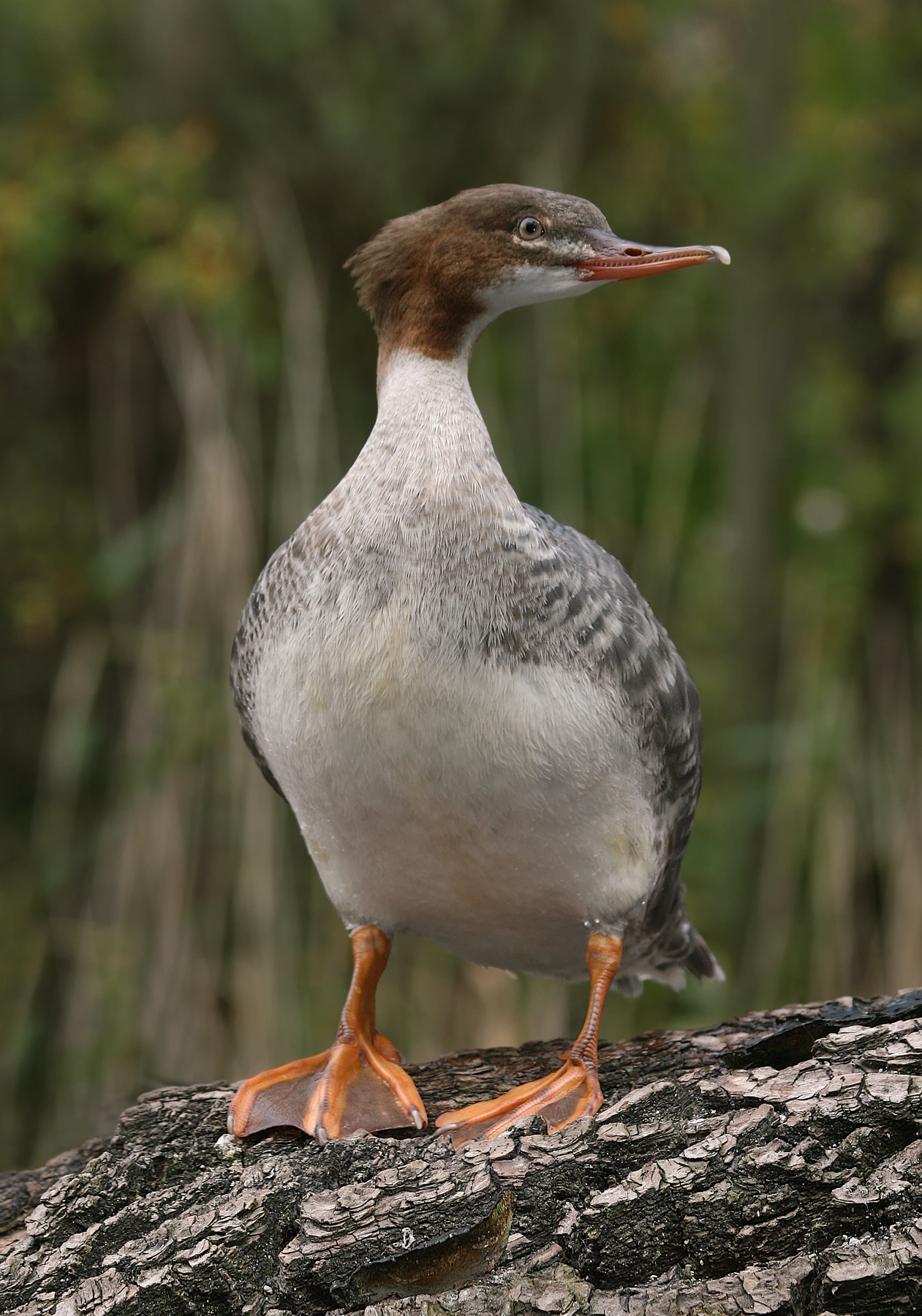
Samica

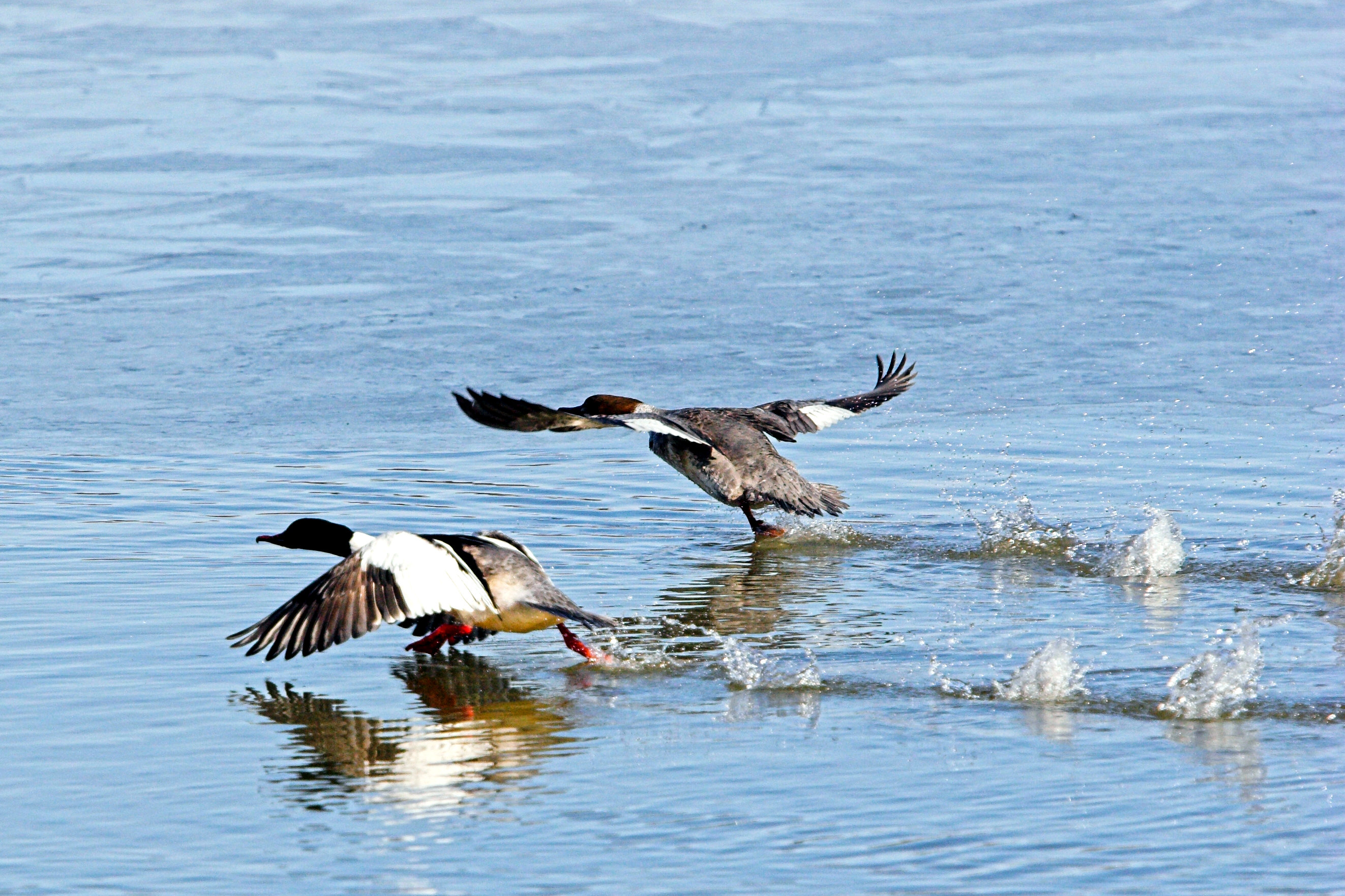
Para nurogęsi wznosząca się do lotu

Wygląd zewnętrznySamiec w szacie godowej (od grudnia do maja) ma głowę i górną część szyi czarną z zielonym, metalicznym połyskiem, pióra na głowie tworzą zaokrąglony czub na karku (lepiej go widać z boku). Szyja, spód i boki białe, grzbiet czarny z białymi, szerokimi pasami po bokach, ogon popielaty, skrzydła z wierzchu białe bliżej tułowia i czarne na krawędziach, od spodu białe z popielatymi lotkami pierwszorzędowymi. Dziób z hakiem na końcu, nogi czerwone. Na piersi nieraz lekki łososiowy nalot, początkowo intensywny, a zanikający wiosną. Ten różowy odcień znika u ptaków zestrzelonych i na okazach wypchanych. Kuper i pióra ogonowe szare.
Samica, samiec po pierzeniu w okresie spoczynkowym i młodociane mają rdzawą głowę i górę szyi z nastroszonym czubem. Na podgardlu ostro odgraniczona biała plama. Przód dolnej części szyi, pierś i brzuch białe, wierzch i ogon popielaty. Samica nie zmienia swego upierzenia w ciągu roku. Czub na głowie u samic jest okazalszy niż u samców. Skrzydła z wierzchu popielate z białym lusterkiem, od spodu białe z szarymi lotkami pierwszorzędowymi (dlatego w locie widać samca jako prawie całkowicie białego). Samiec w szacie spoczynkowej różni się od samicy białymi pokrywami skrzydłowymi. Młode rozpoznaje się po krótszych czubkach.
Rozpoznanie
Samiec w okresie godowym ma charakterystyczne ubarwienie, łatwe do rozpoznania. W identyfikacji pomaga też sylwetka o wydłużonym ciele, dłuższej od innych kaczek szyi i dużej głowie przechodzącej płynnie w szeroki dziób. Nurogęś podobna jest do szlachara, ale ogólnie jaśniej ubarwiona. Samiec ma białą pierś (u szlachara jest ona rdzawa, czarno plamkowana), samica jest bardziej szara i ma wyraźną granicę między rdzawobrunatną głową a białymi gardłem i szyją. Ponadto zarówno kaczor, jak i kaczka mają czerwony i wyższy dziób. Oprócz tego górna szczęka jest zakrzywiona i nozdrza inaczej umieszczone. Inne jest też upierzenie wokół dzioba.
Rozmiarydługość ciała ok. 57–70 cm, rozpiętość skrzydeł ok. 82–97 cm
Masa ciałaok. 1100–2000 g

## Środowisko
Czyste, bieżące lub stojące wody w lasach lub górach – okolice wielkich i rybnych jezior oraz rzek o zadrzewionych brzegach. Preferuje lasy liściaste i mieszane, ale korzysta też z kęp i samotnych drzew. Poza okresem lęgowym przebywa nad wszelkimi płytkimi zbiornikami.

## Pożywienie
Drobne ryby słodkowodne i morskie oraz inne drobne zwierzęta wodne pełniące rolę tylko uzupełniającą jak mięczaki, skorupiaki, owady i ich larwy, które łowi nurkując. 
Na dziobach nurogęsi znajdują się poprzeczne rogowe ząbki, które wraz z jego zagięciem na końcu powodują, że mogą łatwo chwytać śliskie i zwinne ryby. Najpierw zanurza głowę i wypatruje małych ryb do 10 cm długości (może nawet łapać ćwierćmetrowe), wybierając te najliczniejsze. Przewaga rybiej diety jest nietypowa w porównaniu z innymi gatunkami kaczek. Nurogęś poluje pojedynczo lub grupowo. Podczas nurkowania może osiągnąć 4 metry głębokości i być pod wodą około minutę. Przez to, że posługuje się wzrokiem przy żerowaniu, nie wybiera mętnych jezior. Jesienią duże stada (do kilku tysięcy) polują zespołowo na jeziorach. Spotkać je można też w stadach z innymi kaczkami.

## Rozród

### Okres godowy

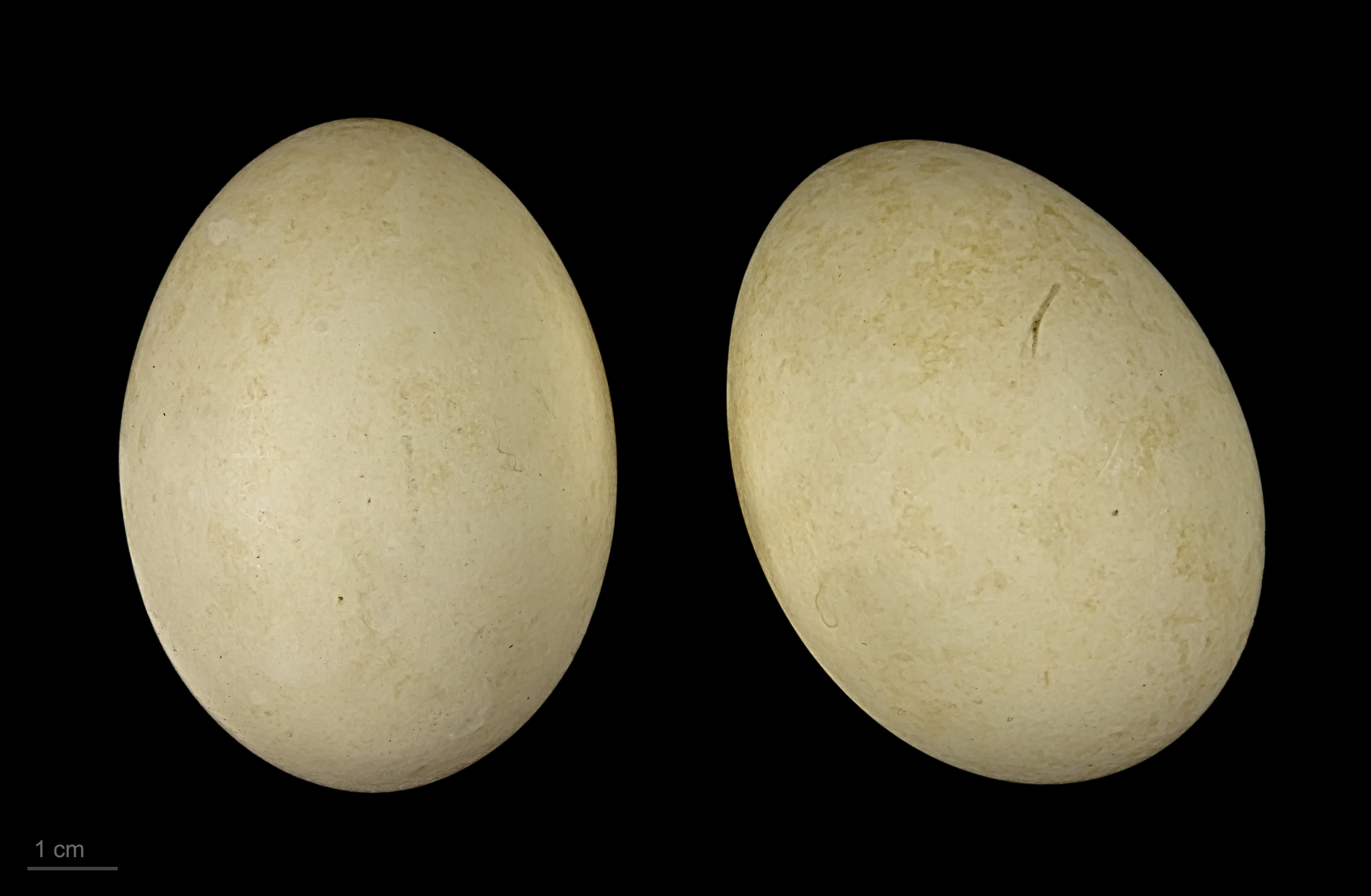
Jaja z kolekcji muzealnej

TokiGrupowe toki kaczory zaczynają w grudniu na zimowiskach, ale ich szczyt ma miejsce po przybyciu na lęgowiska. Wyprostowane samce pływają tam i z powrotem. Wyciągając dziób i głowę do góry, stroszą jednocześnie pióra wierzchu głowy. W czasie toków słychać metaliczne „kerr kerr” samca i chrapliwą odpowiedź samicy „karr”. Czasem też wydają kwaczące odgłosy. Samice już zimą dążą do kopulacji, kładąc się płasko na wodzie. Pomimo tego zachodzi ona dopiero na wiosnę. Na lęgowiska przybywają od marca. Pary są monogamiczne.
GniazdoZazwyczaj w dziupli (często dzięcioła czarnego), nawet kilkanaście metrów nad ziemią. Czasem, gdy brakuje gotowych dziupli – w szczelinach skalnych,  wykrotach, norach, spróchniałych pniach, dziurawych murach opuszczonych budynków, wieżach kościelnych lub odpowiednich budkach lęgowych. Zdarza się, że zajmują gniazda ptaków drapieżnych lub krukowatych oddalone nawet o kilometr od wody. Nurogęś używa tego samego gniazda przez parę lat, a odnotowano nawet użytkowanie przez 40 lat. Miejsca na gniazdo szuka kaczka. Nie są to wtedy ptaki towarzyskie: na 2 km wybrzeża, rzeki lub jeziora można znaleźć nie więcej niż 2 pary.

### Okres lęgowy

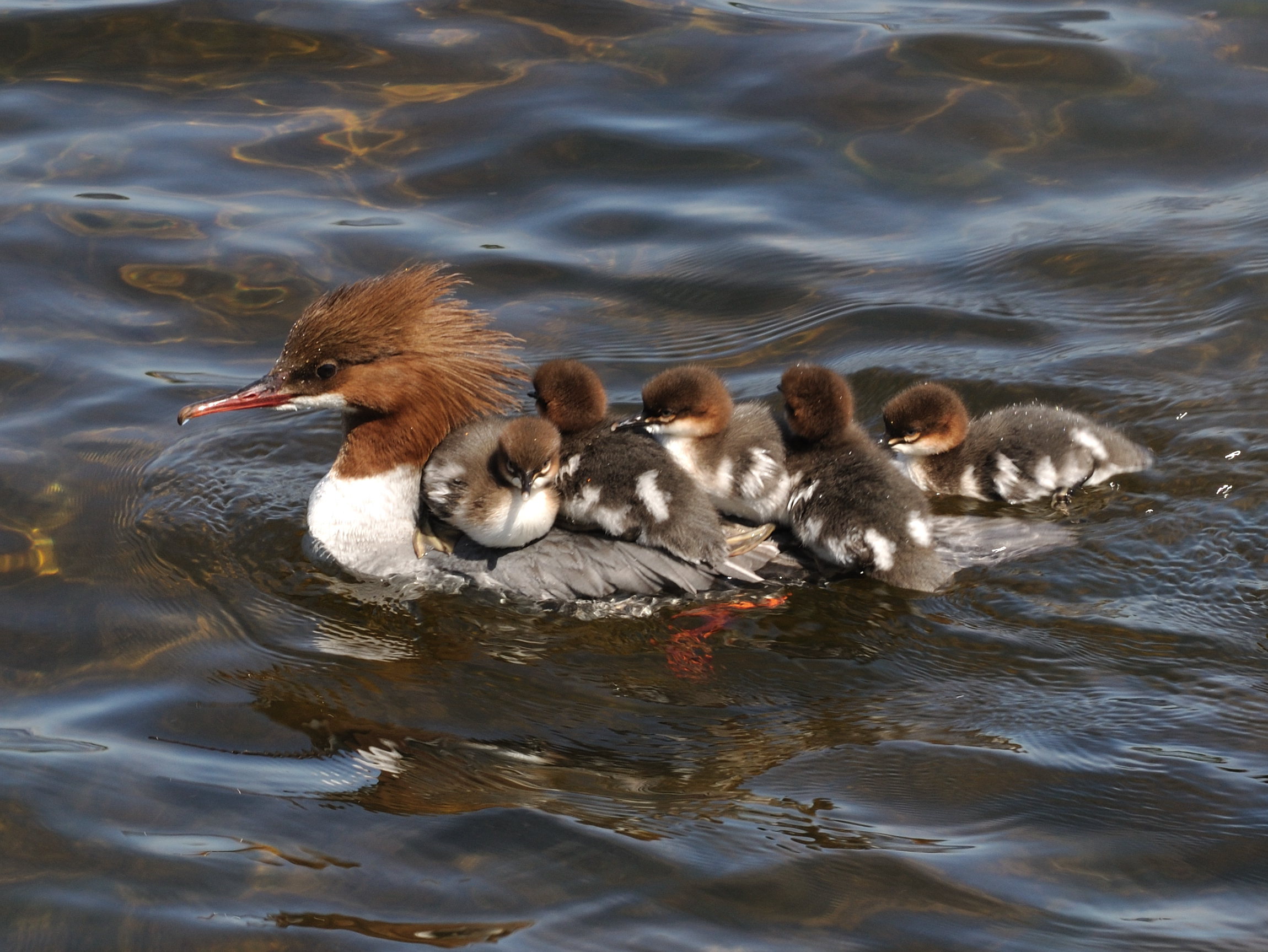
Samica z młodymi na grzbiecie

JajaW ciągu roku wyprowadza jeden lęg, składając w marcu–maju 6 do 17 jaj w kolorze od kości słoniowej po bardzo bladocielisty.
WysiadywanieJaja wysiadywane są przez okres 30–35 dni przez samicę.
PisklętaPisklęta zaczynają opuszczać gniazdo po 24–48 godzinach, wyskakując z niego o własnych siłach, z wyciągniętymi nogami oraz rozpostartymi skrzydełkami, i idą z matką nad wodę. Nawet jako dwu-, trzydniowe pisklęta bardzo dobrze nurkują, ale kiedy się zmęczą, wdrapują się na matczyny grzbiet, bo samica pływa obok nich. Same jednak potrafią pobierać pokarm, głównie skorupiaki i owady, potem coraz częściej ryby. Usamodzielniają się podczas pierzenia w wieku 60–70 dni. Nie wszystkie pisklęta dożywają tego czasu, przyczynami mogą być: wysoki poziom wód, zimna pogoda oraz drapieżnictwo kun i szczupaków. Ze względu na to, że część nurogęsi jest wędrowna, to ptaki te opuszczają lęgowiska, gdy woda zaczyna zamarzać, czyli w październiku i listopadzie.

## Status, zagrożenia i ochrona
W Czerwonej księdze gatunków zagrożonych Międzynarodowej Unii Ochrony Przyrody nurogęś nieprzerwanie od 1988 roku jest zaliczana do kategorii LC (najmniejszej troski). Liczebność światowej populacji, według szacunków organizacji Wetlands International z 2015 roku, mieści się w przedziale 1,7–2,4 miliona osobników. Globalny trend liczebności nie jest znany; w 2015 roku organizacja BirdLife International uznawała trend liczebności populacji europejskiej za stabilny.
W Polsce nurogęś objęta jest ścisłą ochroną gatunkową, wymaga ochrony czynnej. Na Czerwonej liście ptaków Polski została sklasyfikowana jako gatunek najmniejszej troski (LC).